# Arn Anderson
Martin Anthony Lunde (født 20. september 1958) bedre kendt under sit ringnavn Arn Anderson, er en tidligere amerikansk wrestler, der af mange anses for at være den bedste wrestler, der aldrig har vundet en VM-titel.
Arn Anderson er mest kendt for sin tid i National Wrestling Alliance og World Championship Wrestling og for sit makkerskab med den 16-dobbelte verdensmester Ric Flair. De to dannede gruppen IV Horsemen, der blev en af de mest indflydelsesrige wrestlingstaber nogensinde. IV Horsemen anses af mange for at være forløberen til nWo, D-Generation X og Evolution. Arn Anderson indstillede karrieren i 1997 og arbejder i øjeblikket for World Wrestling Entertainment som producer hos RAW.